# Fuzje i przejęcia
Fuzje i przejęcia (ang. mergers and acquisitions, M&A) – transakcje biznesowe, w ramach których własność przedsiębiorstwa, organizacji biznesowej lub jednej z jej jednostek operacyjnych zostaje przeniesiona na inną jednostkę lub skonsolidowana z inną jednostką. Mogą one nastąpić poprzez bezpośrednie przejęcie, fuzję, ofertę przetargową lub wrogie przejęcie. Fuzje i przejęcia jako aspekt zarządzania strategicznego mogą pozwolić przedsiębiorstwom na rozwój lub redukcję zatrudnienia oraz zmianę charakteru ich działalności lub pozycji konkurencyjnej.